# Clotilde Mollet
Clotilde Mollet (...) è un'attrice francese.

## Biografia
Vincitrice del primo premio in violino, Mollet ha studiato al Conservatorio nazionale d'arte drammatica di Parigi. A partire dagli anni Settanta e Ottanta, lavora in teatro, televisione e cinema. In qualità di attrice teatrale, Mollet ha recitato sotto la direzione di: Jean Jourdheuil e Jean-François Peyret, Alfredo Arias, Jean-Pierre Vincent, Joël Jouanneau, Jean-Louis Hourdin, Hervé Pierre, Alain Milianti, Catherine Anne, Alain Ollivier, Michel Froehly.

## Filmografia
- La crisi! (La crise), regia di Coline Serreau (1992)
- Un héros très discret, regia di Jacques Audiard (1996)
- Le Dernier des pélicans, regia di Marco Pico (1996)
- Mange ta soupe, regia di Mathieu Amalric (1997)
- Il violino rosso (Le Violon rouge), regia di François Girard (1998)
- Le Bleu des villes, regia di Stéphane Brizé (1999)
- Il favoloso mondo di Amélie (Le Fabuleux Destin d'Amélie Poulain), regia di Jean-Pierre Jeunet (2001)
- Elle est des nôtres, regia di Siegrid Alnoy (2003)
- La voltapagine (La Tourneuse de pages), regia di Denis Dercourt (2006)
- Hellphone, regia di James Huth (2007)
- Sommeil blanc, regia di Jean-Paul Guyon (2009)
- Quasi amici - Intouchables (Intouchables), regia di Olivier Nakache e Éric Toledano (2011)
- Samba, regia di Olivier Nakache e Éric Toledano (2014)
- Journal d'une femme de chambre, regia di Benoît Jacquot (2015)
- Maryline, regia di Guillaume Gallienne (2017)
- Pupille - In mani sicure (Pupille), regia di Jeanne Herry (2018)
- Des hommes, regia di Lucas Belvaux (2020)
- Un vizio di famiglia (L'Origine du mal), regia di Sébastien Marnier (2022)
- Magnificat, regia di Virginie Sauveur (2023)